# Embaixada da Dinamarca em Brasília
A Embaixada da Dinamarca em Brasília (em dinamarquês, Danmarks Ambassade) é a principal representação diplomática dinamarquesa no Brasil, além de também representar o país para a Guiana e o Suriname. A atual embaixadora é Eva Pedersen, no cargo desde setembro de 2023.
Está localizada na Avenida das Nações, na quadra SES 807, Lote 26, no Setor de Embaixadas Sul, na Asa Sul, sendo vizinha das outras três embaixadas escandinavas. Além da embaixada, a Dinamarca mantém um consulado em São Paulo e oito consulados honorários em Fortaleza, Rio de Janeiro, Belo Horizonte, Recife, Curitiba, Manaus, Porto Alegre e Salvador.

## História
As relações diplomáticas entre Brasil e Dinamarca começam após a independência do Brasil, em 1829. Em 1922, um escritório cultural dinamarquês foi aberto no Rio de Janeiro.
Assim como outros países, a Dinamarca recebeu de graça um terreno no Setor de Embaixadas Sul na época da construção de Brasília, medida que visava a instalação mais rápida das representações estrangeiras na nova capital. A embaixada dinamarquesa foi concluída em 1976 após cinco anos de obras e foi projetada por Jørgen Bo.

## Serviços
A embaixada realiza os serviços protocolares das representações estrangeiras, como o auxílio aos dinamarqueses que moram no Brasil e aos visitantes vindos da Dinamarca e também para os brasileiros que desejam visitar ou se mudar para o país escandinavo. Aproximadamente três mil brasileiros vivem na Dinamarca.
A embaixada tem jurisdição sobre o Brasil, a Guiana e o Suriname. Além da embaixada, a Dinamarca conta com mais um consulado geral em São Paulo e outros oito consulados honorários Rio de Janeiro, Belo Horizonte, Fortaleza, Recife, Curitiba, Manaus, Porto Alegre e Salvador.
Outras ações que passam pela embaixada são as relações diplomáticas com o governo brasileiro nas áreas política, econômica, cultural e científica. O Brasil e a Dinamarca mantém cooperação tecnológica, científica e educacional, e a embaixada, como outras, promove eventos relacionados a sua cultura.